# Megline
Megline o Melligne (in montenegrino Meljine) è un centro abitato del Montenegro, frazione del comune di Castelnuovo.

## Società
La popolazione di Meljine è in prevalenza di etnia serba.

## Infrastrutture e trasporti
Il centro abitato è attraversato dalla strada maestra M-1 (parte delle strade europee E65 e E80), ed è punto d'origine della strada maestra M-12.